# スポルディング郡 (ジョージア州)
スポルディング郡（英: Spalding County）は、アメリカ合衆国ジョージア州の中央部西に位置する郡である。2010年国勢調査での人口は64,073人であり、2000年の58,417人から9.7%増加した。郡庁所在地はグリフィン市（人口23,643人）であり、同郡で人口最大の都市でもある。
スポルディング郡はアトランタ大都市圏（正確にはアトランタ・サンディスプリングス・マリエッタ大都市統計地域）に属している。

## 歴史
スポルディング郡は1851年12月20日に設立され、郡名はジョージア州選出アメリカ合衆国下院議員と同上院議員を務めたトマス・スポルディングに因んで名付けられた。

## 地理
アメリカ合衆国国勢調査局に拠れば、郡域全面積は199.60平方マイル (517.0 km2)であり、このうち陸地197.95平方マイル (512.7 km2)、水域は1.65平方マイル (4.3 km2)で水域率は0.83%である。

### 主要高規格道路

#### 州間高速道路
- 州間高速道路75号線

#### アメリカ国道
- アメリカ国道19号線
- アメリカ国道19号線産業道路
- アメリカ国道41号線
- アメリカ国道41号線産業道路

#### ジョージア州道
- ジョージア州道3号線
- ジョージア州道7号線
- ジョージア州道16号線
- ジョージア州道92号線
- ジョージア州道155号線
- ジョージア州道362号線
- ジョージア州道410号線

### 隣接する郡
- ヘンリー郡 - 北東
- バッツ郡 - 東
- ラマー郡 - 南東
- パイク郡 - 南西
- メリウェザー郡 - 西南西
- コウェタ郡 - 西
- ファイエット郡 - 北西
- クレイトン郡 - 北北西

## 人口動態
以下は2000年国勢調査による人口統計データである。
| 基礎データ - 人口: 58,417人 - 世帯数: 21,519 世帯 - 家族数: 15,773 家族 - 人口密度: 114人/km2（295人/mi2） - 住居数: 23,001軒 - 住居密度: 45軒/km2（116軒/mi2） 人種別人口構成 - 白人: 66.50% - アフリカン・アメリカン: 31.05% - ネイティブ・アメリカン: 0.23% - アジア人: 0.67% - 太平洋諸島系: 0.02% - その他の人種: 0.65% - 混血: 0.88% - ヒスパニック・ラテン系: 1.62% 年齢別人口構成 - 18歳未満: 27.3% - 18-24歳: 9.2% - 25-44歳: 29.4% - 45-64歳: 22.5% - 65歳以上: 11.7% - 年齢の中央値: 35歳 - 性比（女性100人あたり男性の人口） - 総人口: 93.2 - 18歳以上: 88.9 | 世帯と家族（対世帯数） - 18歳未満の子供がいる: 34.0% - 結婚・同居している夫婦: 50.3% - 未婚・離婚・死別女性が世帯主: 18.2% - 非家族世帯: 26.7% - 単身世帯: 22.3% - 65歳以上の老人1人暮らし: 8.5% - 平均構成人数 - 世帯: 2.67人 - 家族: 3.12人 収入と家計 - 収入の中央値 - 世帯: 36,221米ドル - 家族: 41,631米ドル - 性別 - 男性: 32,347米ドル - 女性: 22,114米ドル - 人口1人あたり収入: 16,791米ドル - 貧困線以下 - 対人口: 15.5% - 対家族数: 12.4% - 18歳未満: 21.3% - 65歳以上: 11.3% |

## 教育
スポルディング郡には小学校11校、中学校4校、高校2校があり、また4つの補完プログラムがある。

## 都市と町
- エクスペリメント
- グリフィン - 郡庁所在地
- イーストグリフィン
- オーチャードヒル
- サニーサイド